# همش تو فکر بیس هستم
«همش تو فکر بیس هستم» (به انگلیسی: All About That Bass) تک‌آهنگی از مگان ترینر خوانندهٔ اهل ایالات متحده آمریکا است که در ۳۰ ژوئن ۲۰۱۴ از طریق اپیک رکوردز منتشر شد. این تک‌آهنگ در آلبوم عنوان و ئی‌پی عنوان گنجانده شده‌است. موضوع این قطعه پذیرش خویشتن و عدم تلاش برای لاغری بیش از حد است. این تک‌آهنگ در زمان انتشارش در آمریکا، کانادا، اسکاتلند، ایرلند، دانمارک، استرالیا، نیوزلند، اتریش و بریتانیا شمارهٔ ۱ جدول‌های موسیقی شد و در چارت‌های ایتالیا، والونیا و فلاندرز بلژیک، نروژ، لهستان، اسپانیا، فنلاند، سوئد و سوئیس جزو ده ترانهٔ پُرفروش روز بود.
در این ترانه با کلمه‌های Bass (یا بِیس به‌معنی صدای بم و حجیم) و Treble (صدای زیر در موسیقی) بازی شده‌است. Bass استعاره‌ای برای باسن بزرگ یا پایین‌تنهٔ چاق است و Treble می‌تواند استعاره‌ای از Trouble (مشکل) یا افرادی باشد که لاغر و ترکه‌ای هستند. منظور ترینر این است که با باسن بزرگ و مقداری اضافه وزن مشکلی ندارد و با جمله‌هایی مثل «با وجود اینکه سایزم ۲ نیست ولی می‌تونم بجنبونمش» این موضوع را به‌عنوان نقطهٔ قوت اندامش در نظر می‌گیرد.
با وجود تلاش ترینر برای اعتماد به نفس دادن به زنان و دختران چاق، این یک ترانهٔ فمینیستی نیست. او در حالی که دارد به آن‌ها که مثل خودش اضافه وزن دارند دلداری می‌دهد، هم‌زمان به زنان ترکه‌ای که اندام باربی‌گونه دارند حمله می‌کند و از آن‌ها با عناوینی مثل «پتیاره‌های ریغو» یاد می‌کند. به عقیدهٔ کلوئی انجل (ویراستار ارشد وبسایت فمینیستینگ) ترینر در بخشی از ترانه با یادآوری توصیه‌های مادرش مبنی بر این‌که «مردها باسن گنده را ترجیح می‌دهند» این باور را رواج می‌دهد که شما می‌توانید شکل اندام‌تان را دوست داشته باشید به شرطی که مورد پسند مردها باشد. ترینر در پاسخ نظرهای اینچنینی گفته‌است او فقط یک آهنگ نوشته که شعری هوشمندانه و مفرح دارد و در این ترانه برای همهٔ زن‌ها تعیین تکلیف نمی‌کند که چه احساسی داشته باشند. او ادعای سرزنش دخترهای لاغر در ترانه را رد می‌کند و معتقد است موضوعی که در «همش تو فکر بیس هستم» طرح می‌شود به‌نوعی دغدغهٔ آن‌ها هم هست. او می‌گوید یک‌بار که در شوی الن دی‌جنرس تصویر فتوشاپ‌شدهٔ مُدلی را دیده که بازوهایش غیرطبیعی بلند نشان داده شده‌بودند احساس کرده این موضوع دارد از کنترل خارج می‌شود و بالاخره یک نفر باید در مورد آن چیزی بگوید.
زمانی که کار نوشتن ترانه به‌پایان رسید، ترینر و کوین کندیش قصد داشتند آن را بفروشند اما هیچ‌کس آن را نخواست. به گفتهٔ ترینر تنها کسی که «همش تو فکر بیس هستم» را پسندید یکی از همکاران بیانسه بود که به‌عقیدهٔ او به دلایل واضح مثل تفاوت سبک و این‌که باسن بیانسه آن‌قدرها بزرگ نیست این اثر برایش مناسب نبود.